# Piratas de Sabinas
Los Piratas de Sabinas fue un equipo que participó en la Liga Mexicana de Béisbol con sede en Sabinas, Coahuila, México.

## Historia
Participó en la Liga Mexicana de Béisbol en las temporadas 1971, 1972 y 1973. Durante este tiempo el equipo consiguió 175 victorias y perdió en 240 ocasiones. Los colores que usaban en su uniforme eran idénticos a los del equipo Piratas de Pittsburgh de la Liga Nacional en las Ligas Mayores de Estados Unidos. 

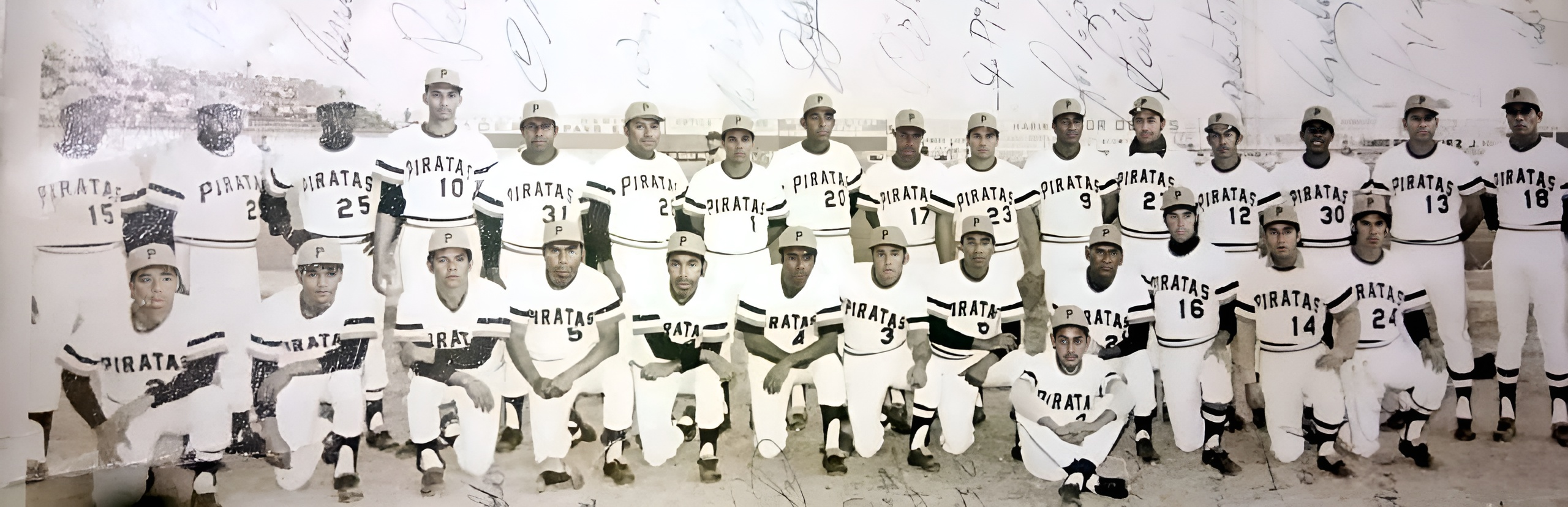
Los primeros integrantes 1971

### El fundador

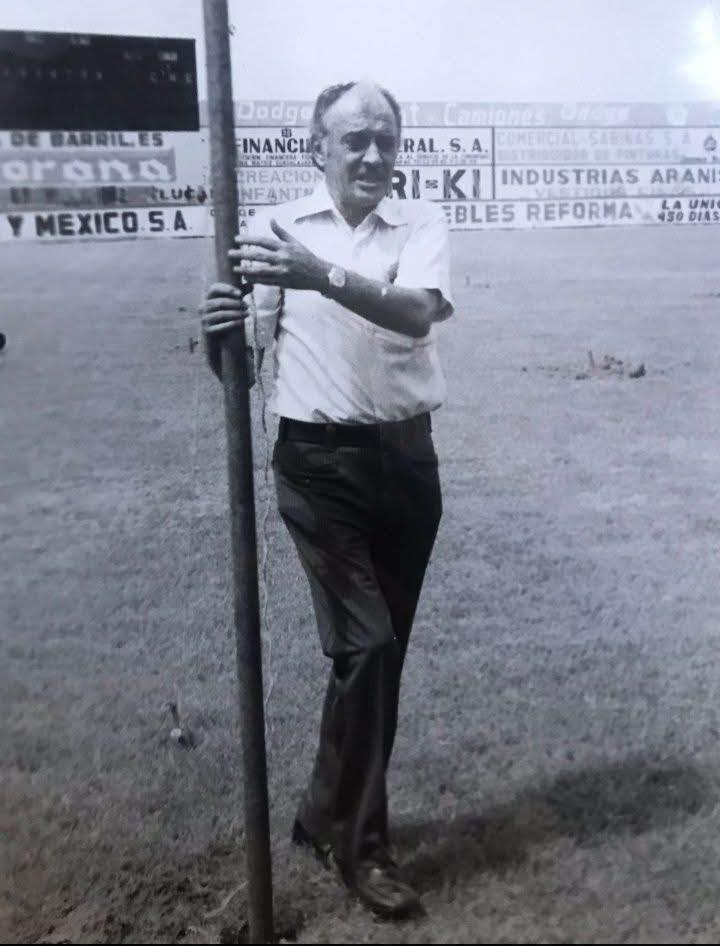
Sr. David Yutani Amín. Fundador de Piratas de Sabinas AAA

El fundador del club fue el Sr. David Yutani Amín, empresario sabínense propietario de los Cardenales de Sabinas en la liga del Norte de Coahuila que, al subir a la categoría AAA, cambió el nombre del equipo porque esa liga era considerada pirata por el béisbol organizado.
En la emisora XEBX 610 AM se transmitían los partidos de los piratas en la voz del cronista deportivo Virgilio Rodríguez.

### El desempeño
El equipo arrancó su primera temporada (1971) con una buena racha en la primera mitad que hacía pensar en posibilidades de campeonato para después caer en un espiral de derrotas que lo relegaron al penúltimo lugar con porcentaje de victorias de .428 (ganó 62 y perdió 83) a 24 juegos del líder Saraperos de Saltillo. En la siguiente temporada (1972), el porcentaje de victorias se mantuvo prácticamente igual con un .449 (ganó 62 y perdió 77) quedando posicionado a 26 juegos del primer lugar, nuevamente del fuerte equipo saltillense. Para 1973, su último año, que fue la temporada menos afortunada con .386 (ganó 51 y perdió 81), la liga cambió la logística del torneo; se formaron 4
divisiones de 4 equipos cada una donde los Piratas junto a los Sultanes de Monterrey, Alijadores de Tampico y
Broncos de Reynosa compartieron la zona Este de la división norte. Tampico fue el líder sacando una ventaja sobre Sabinas de 24 juegos; en esta ocasión el equipo bucanero ocupó el último lugar.

### Los jugadores
En este team grandes peloteros mexicanos y extranjeros vistieron el uniforme pirata donde algunos de ellos reposan
en el salón de la fama del béisbol mexicano:
- Vinicio García. (Veracruz, Ver) primer mánager del club, electo en el Salón de la Fama en 1981, falleció en 2007

- Lorenzo "Carbonero" López. (México, DF). Falleció el 15 de noviembre de 2024.

- Arnoldo "kiko" Castro.(Guasave, Sin.) Elegido en el salón de la fama en 1995. Falleció en diciembre de 2013

- Roberto Montelongo.(Sabinas, Coah.) manejó al equipo parte de la temporada 1971

- Rodolfo "Rudy" Sandoval. (Guaymas, Son.)Elegido en el Salón de la fama en 2001. Falleció el 21 de enero de 2025.

- Wenceslao "Chalayo" González.(San José de Cloete, Coah.) Falleció el 12 de enero de 2018.

- Ricardo Sandate. (Corpus Christie, Texas, EE. UU.)

- Daniel Keller. (Twin Falls, Idaho, EE.UU).

- Richard "Dick" Wissel. (EE. UU.)

- Alfredo Palomino.(Villa de La Paz, S.L.P.)

- Donald Anderson. (EE. UU.).

- Gilberto Rivera

- Francisco Navarro López.(Ponce, PR.)

- Gregorio Machado (Tacarigua, Miranda, Venezuela)

- Antonio Barbosa Cantú. (Brownsville, Texas, EE.UU).

- Rufino Reyes.(Veracruz, Ver.)

- Juan Silva (Sabinas, Coah,)

- Alfonso Cisneros.(Castorena, Zac.)

- Otoniel Ríos (Sabinas, Coah.)

- Ramiro Nuño Lizardi (Santa Rosalía, BCN.)

- Rafael Mendivil

- Benjamín "Papelero" Valenzuela. (Nacozari, Son.) Mánager en 1973 y electo en el Salón de la Fama en 1986.falleció en 1991

- Ricardo Byron Quiroz. (Panamá). seleccionado al juego de estrellas de 1971, falleció en 2009.

- Francisco Rolando Rivas. (Salcedo, Hermanas Mirabal, RD).

- Ovidio Maldonado (Palaú, Coah.)

- Fidencio Ibarra (M. de Barroterán, Coah.)

- Saúl Esquivel (Valle Hermoso, Tams.)

- Carlos "Tiburón" Sandoval.(Mazatlán, Sin.)

- Andrés Ayón. (Cuba).(Elegido en el Salón de la Fama en 1997).

- Víctor Favela.(Cerro Agudo M., Sin.)

- *  Won Kuk Lee (Seúl, Corea del Sur) Precandidato al Salón de la Fama, Se nacionalizó mexicano renombrándose  Ernesto Carlos.

- William Berzunza. (Mérida, Yuc.) Elegido en el Salón de la Fama en 1995.

- Sergio Aguirre.(Frontera, Coah.)

- Eliseo Pompa.

- Federico "chi-chí" Olivo. (Guayabín, Monte Cristi, RD).

- Carlos Casas.(Torreón, Coah)

- Rubén Gómez.

- Carlos López. (Mazatlán, Sin.)

- Hayward Grant. (EE. UU.).

- Sonny Johnson. (Washington D. C., EE. UU.)

- Reginaldo Grenald. (EE. UU.).

- Roberto "tawa" Lizárraga.(Cananea, Son.)

- Manuel de Hoyos.(Sabinas, Coah.)

- Guadalupe de la Torre.(Guadalajara, Jal.)

- Ramón de los Santos.

- Eusebio Elizalde.(Anáhuac, Tamps.). Fallecido en abril de 2019

- Orlando Escoe.

- Larry Evans. (EE. UU.).

- Joseph Johnson. (EE. UU.).

- Jesús Lechler.(Piedras Negras, Coah.)

- Manuel López

- Orlando Lugo.(Cuba)

- Gilberto "pily" Martínez.(Piedras Negras, Coah.)

- Alfredo Ortiz.(Alvarado, Ver.)

- Gregorio Polo.(Veracruz, Ver.).[3]

- Alfonso "Cólera" Preciado.[4] (Dirigió a Piratas  parte de una temporada falleció en 2005).

- Narciso Ruiz.(Culiacán, Sin.)

- Norbert Rodgers. (Saint Thomas, Islas Virginia).

- Roberto Ruiz.

- Yuki Suzuki. (Japón).[5]

- Rubén Soqui.

- Jesús Álvarez.

- Gildardo Azcárraga.

- Darío Chirinos.(Zulia, Cabimas, Venezuela)

- Jimmy Davis.

- Dave Kent.(Tampa, EE. UU.)

- Gary Davis.

- Francisco Solís.(Mérida, Yuc.)

- Arturo Puig.(Matamoros, Tamps.)

- Fernando Turrent.(México)

- Guillermo Galindo.(México)

- William "Bill" Parlier. (Los Ángeles, California, EE. UU.).

- Zoilo Versalles. (La Habana, Cuba). falleció en 1995

### El campo de juego
Los Piratas jugaban en casa en el Estadio Sabinas (actualmente lleva el nombre de su fundador David Yutani) ubicado en ese entonces en las afueras de la ciudad, que contaba con una capacidad para unos 4 mil aficionados, pizarra eléctrica, alumbrado para juegos nocturnos, amplio estacionamiento, dos bardas y un excelente campo. El dugout de casa estaba por el lado de primera base mientras que el equipo visitante se localizaba en el lado de tercera base.

### Anécdota y marca
En 1971, primer año de Piratas a mitad de temporada, Vinicio García fue suspendido como mánager por haber golpeado al umpire Cipriano Gaytán en una bronca dentro del terreno de juego quebrándole la quijada. La sanción fue por el resto de la temporada, en el cual desfilaron 5 mánagers; Roberto Montelongo, Andrés Ayón, Alfonso Preciado, Manuel López y Jesús Moreno ( no precisamente en ese orden). Esto impuso una marca de más mánagers en una temporada para un equipo en la liga mexicana con seis. Vinicio, mientras tanto se dedicó a la venta de autos en una agencia de la cd. de Sabinas y regresó para iniciar la temporada 1972. Curiosamente el equipo en ese momento estaba muy bien posicionado en el standing y a partir de la ausencia de Vinicio la efectividad de piratas se vino abajo terminando la campaña relegados en el penúltimo lugar.

### El cambio
En 1973, la afición de la ciudad de Monclova, Coahuila que asistía a los juegos en Sabinas era numerosa y las series
eran de cuatro partidos. Generalmente en el último de estos juegos era escasa la asistencia por lo cual se determinó
jugar el cuarto partido de cada serie en la ciudad acerera en un pequeño parque deportivo llamado AHMSA
perteneciente a la empresa siderúrgica del mismo nombre mientras se terminara de construir un estadio nuevo
(Estadio Monclova) que inauguraron en 1975. Esto propició el gradual cambio de sede y de nombre del equipo
pasando a llamarse Mineros de Coahuila en 1974 hasta 1979 y posteriormente en 1980 Acereros de Monclova que
están activos hasta la fecha.